# Національний парк Чагрес
Національний парк Чагрес — природний парк і заповідна територія  створена в 1986 році, розташована в провінціях Панама і Колон, у східному секторі Панамського каналу із загальною площею 1290 км².

## Навколишнє середовище
Парк захищає тропічні ліси та низку річок, які забезпечують достатню кількість води для забезпечення функціонування озера Гатун, головного озера Панамського каналу. Найвища точка парку — гора Серро-Хефе, висотою 1007 м над рівнем моря. Парк вважається ключовою територією біорізноманіття міжнародного значення. BirdLife International визнала його важливою орнітологічною територією (IBA).

## Флора та фауна
У парку виявлено понад 900 видів рослин, 114 видів ссавців, включаючи тапіра, білохвостого оленя, павукоподібних мавп Жоффруа та всі п’ять видів великих кішок. З 396 видів птахів тут можна зустріти фіолетового колібрі та гарпію. Крім того парк є домом для 96 видів плазунів, 79 видів земноводних і 59 видів прісноводних риб.

## Вододіл Панамського каналу
Парк був створений у 1985 році  з метою збереження природного вологого тропічного лісу, та забезпечення:
- формування водних ресурсів в кількості та якості, достатніх для забезпечення нормальної роботи Панамського каналу;
- для постачання питної води для міст Панама, Колон і Ла-Чоррера;
- виробництво електроенергії для міст Панама і Колон.[3]